# Морель, Пьер (дипломат)
Пьер Жан Луи Ашиль Морель (фр. Pierre Jean Louis Achille Morel; р. 27 июня 1944 года, Роман-сюр-Изер, департамент Дром, Франция) — видный европейский и французский дипломат, выпускник Национальной школы администрации (Франция), выпуск имени Томаса Мора (1971 год).

## Биография

### Учёба
В 1965 году Пьер Морель окончил Парижский институт политических наук.
В 1966 году получил диплом степени лицензиата в области права (университет Парижа).
С 1969 по 1971 год проходил обучение в Национальной школе администрации (выпуск имени Томаса Мора).

### Французская дипломатическая карьера
С 1 июня 1971 года Пьер Морель находился на дипломатической работе, занимался в центральном аппарате МИДа Франции военно-политическими вопросами и СССР
В 1976—1979 годах был первым секретарём, а затем вторым советником посольства Франции в Москве, в том числе выполнял дипломатические миссии на территории СССР в Алма-Ате (Казахская Советская Социалистическая Республика), Фрунзе (Киргизская Советская Социалистическая Республика), Душанбе (Таджикская Советская Социалистическая Республика), Ташкенте (Узбекская Советская Социалистическая Республика) и Ашхабаде (Туркменская Советская Социалистическая Республика). Работая в своей первой долгосрочной загранкомандировке в Москве в 1976—1979 годах, Пьер Морель познакомился и женился на своей коллеге из посольства Франции в СССР Ольге Базанофф, француженке русского происхождения, с которой они обвенчались в православном храме Иоанна Воина на Якиманке.
С 1979 по 1981 год, оставаясь в кадрах МИДа, работал в качестве специального референта по региональным и социальным вопросам в Генеральном секретариате Межминистерского комитета по европейским вопросам при премьер-министре Франции.
После избрания Франсуа Миттерана 10 мая 1981 года Президента Французской республики, Пьер Морель, оставаясь в кадрах МИДа,
был переведён на работу в аппарат президента Франции в качестве референта и позднее — технического советника по подготовке европейских саммитов и встреч «Семёрки» на высшем уровне, а также по военно-политическим вопросам.
В 1985—1986 годах Морель работал в центральном аппарате МИДа Франции директором политического департамента. В рамках работы Политического комитета участвовал в переговорах по Люксембургскому договору.
С 1986 по 1989 год — чрезвычайный и полномочный посол Франции на конференции по разоружению в Женеве (Швейцария).
После Парижской конференции по запрещению химического оружия в январе 1989 года Морель был избран председателем специального комитета по переговорам о подписании Конвенции о запрещении химического оружия.
В июле 1990 года Морель был назначен руководителем французской делегации в Венском подготовительном комитете по организации саммита ОБСЕ в Париже в ноябре 1990 года, на которым была принята «Парижская хартия для новой Европы».
В 1991—1992 годах Морель являлся дипломатическим советником президента Франсуа Миттерана, участвовал в переговорах по заключению Маастрихского договора.
С 1992 по 1996 год — чрезвычайный и полномочный посол Франции в России и по совместительству в Монголии, Таджикистане, Туркменистане, Молдове, Грузии и Кыргызстане. Регулярно посещал указанные страны и встречался с их высшим руководством.
С 1996 по 2002 год — чрезвычайный и полномочный посол Франции в Пекине, регулярно посещал самые отдалённые районы Китая (Синьцзян-Уйгурский автономный район, Тибет).
С 2002 по 2006 год — чрезвычайный и полномочный посол Франции при Святом престоле.
В 2005—2006 годах работал в центральном аппарате МИДа — в министерском центре анализа и прогнозирования, а также выполнял функции посла по специальным поручениям в Минской группе по Нагорному Карабаху на уровне заместителей министров иностранных дел (в Баку и Ереване), руководителя французской делегации на Конференции по евроазиатской энергетической безопасности в Тбилиси и на Меконфессиональной встрече в Ларнаке

### Международная дипломатическая карьера в Европейском союзе
В 2006 году Пьер Морель был выделен Францией в распоряжение Европейского союза, став Специальным представителем Европейского союза по Центральной Азии (фр. Représentant spécial de l'UE pour l'Asie centrale) со штаб-квартирой в Брюсселе. В 2008 году по совместительству исполнял функции Специального представителя Европейского союза по кризису в Грузии со штаб-квартирой в Брюсселе (фр. Représentant spécial de l'UE pour la crise en Géorgie)
С 2015 года — координатор политической подгруппы от ОБСЕ Трёхсторонней контактной группы по урегулированию ситуации на востоке Украине. Его именем назван один из документов, разработанных с целью урегулирования войны на Донбассе — «План Мореля».

## Общественная и научная деятельность
- Член Международного института стратегических исследований в Лондоне.
- С 2017 года — сопредседатель российско-французского форума «Трианонский диалог»[5].

## Знание иностранных языков
- Пьер Морель, помимо родного французского, владеет немецким, английским, итальянским и русским языками.
- Имеет базовые знания китайского языка.

## Награды
- Офицер ордена Почётного легиона (16 апреля 2006 года)[6]
- Командор ордена «За заслуги» (Франция) (14 мая 2010 года)[7]
- Кавалер Большого креста ордена Пия IX (16 октября 2004 года, Святой Престол)[8]
- Орден «Данакер» (29 августа 2011 года, Кыргызстан) — за большой вклад в укрепление сотрудничества между народами, в развитии науки, образования и культуры, в честь 20-летия независимости Кыргызской Республики[9][10]
- Юбилейная медаль «25 лет Нейтралитета Туркменистана» (2020, Туркменистан) — учитывая заслуги в укреплении независимости, суверенитета и правового статуса постоянного нейтралитета Туркменистана, упрочении авторитета этой страны на мировой арене и развитии международных отношений, а также по случаю 25-й годовщины нейтралитета Туркменистана.

## Семья

### Родители
- Отец — Андрэ Луи Морель (фр. André Louis Morel), хирург
- Мать — Жанина Валерно (фр. Janine Vallernaud)[11]

### Супруга и дети
Женат, имеет троих детей.
- Супруга — Ольга Морель, урождённая Базанофф (фр. Olga Basanoff) (Базанова). Имеет дипломы Парижского института политических наук, французской Национальной школы восточных языков (русский язык) и Гарвардского университета в США (1977—1978 годы, китайский язык)[12]. Французский карьерный дипломат, на дипломатической работе с декабря 1967 года: третий секретарь посольства в Пекине (1967—1970 гг.), второй секретарь посольства в Будапеште (1970—1972 гг.), первый секретарь, а затем второй советник посольства в Москве (1973—1979 гг.), первый советник, заместитель постоянного представителя Франции при штаб-квартире ООН в Женеве, 1989—1991 гг. Имеет ранг Чрезвычайного и полномочного посла Французской республики.
- Дети: старший сын — Алексис. дочь — Анисья. младший сын — Адриян. Дочь Пьера Мореля Анисья в 2010 году, как и отец, окончила ЭНА, выпуск имени Эмиля Золя[13]